# Peter Engel (Schriftsteller)
Peter Engel (* 10. November 1940 in Eutin) ist ein deutscher Schriftsteller.

## Leben und
Peter Engel studierte an den Universitäten in Hamburg und Heidelberg Germanistik und Anglistik; er schloss dieses Studium 1969 mit dem Staatsexamen ab. Anschließend arbeitete er längere Zeit als Kulturredakteur; daneben war er an der Gründung der Arbeitsgemeinschaft Alternativer Verlage und Autoren sowie der IG Literaturzeitschriften beteiligt. Engel lebt heute als freier Schriftsteller in Hamburg.
Peter Engel ist Verfasser von Erzählungen, Essays und Gedichten und seit 2014 zusammen mit Günther Emig Herausgeber von Hammer + Veilchen: Flugschriften für neue Kurzprosa, einer vierteljährlich erscheinenden, ausschließlich der Publikation von Kurzprosa gewidmeten Literaturzeitschrift. 2020 erschien der mit Günther Emig herausgegebene Band Die untergründigen Jahre, der die Protagonisten der alternativen Literaturzeitschriften der 70er Jahre – Autoren, Alltagslyriker und Zeitschriftengründer – zu Wort kommen lässt. 2021 gründete Engel zusammen mit dem Hamburger Antiquar Rudolf Angeli den Verlag Angeli & Engel (www.angeliundengel.art), in dem Kunstbücher und Belletristik-Titel erscheinen.

## Werke
- Klitzekleine Bertelsmänner. Hann. Münden [u. a.] 1974 (zusammen mit Winfried Christian Schmitt).
- Beschreibung der Fallen. Esslingen 1977 (zusammen mit Günter Guben).
- hier sitzend nach mitternacht . Gedichte . Mit 9 farbigen Orig. Lithographien von Eric van der Wal, Bergen, Holland 1978.
- Einige von uns. Freiburg i.Br. 1980.
- Statt eines Briefs. Bergen, Holland 1986.
- Rückwärts voraus. Weilerswist 2000.
- 7 Gedichte. München 2005.
- Hotel de 'Esperance, Rue Pascal. Gedicht. Mit 6 Lithographien von Ralf Kerbach. Dresden 2005.
- Da ging Heißenbüttel. Gedichte. Erbach 2009.
- Aus der Luft gegriffen. Gedichtgedichte. Klingenberg 2009.
- Wolkisch lernen. Gedichte. Mit zwölf Radierungen von Hanif Lehmann. Dresden 2010.
- Drittes Auge. Gedichte. Mit Illustrationen von Wolfgang Smy. Hamburg 2014.
- Unter der schwarzen weiße Schrift. 75 Gedichte, 1972–2015. Niederstetten 2015. 100 S. (Edition Hammer + Veilchen). ISBN 978-3-921249-60-4.
- In Erwartung der Zeichen. Neue Gedichte. Edition Hammer + Veilchen, Niederstetten 2020, ISBN 978-3-948371-78-4.

Herausgeberschaft
- Handbuch der alternativen deutschsprachigen Literatur, Hamburg [u. a.] 1974 (herausgegeben zusammen mit Christoph Schubert)
- Ich bin vielleicht du, Rastatt 1975
- Die Alternativpresse, Ellwangen 1980 (herausgegeben zusammen mit Günther Emig und Christoph Schubert)
- Ernst Weiß, Frankfurt am Main 1982
- Ernst Weiß: Gesammelte Werke, Frankfurt am Main (herausgegeben zusammen mit Volker Michels)
  - 1. Die Galeere, 1982
  - 2. Franziska, 1982
  - 3. Mensch gegen Mensch, 1982
  - 4. Tiere in Ketten, 1982
  - 5. Nahar, 1982
  - 6. Die Feuerprobe, 1982
  - 7. Der Fall Vukobrankovics, 1982
  - 8. Männer in der Nacht, 1982
  - 9. Der Aristokrat, 1982
  - 10. Arzt und Mörder, 1982
  - 11. Der Gefängnisarzt oder Die Vaterlosen, 1982
  - 12. Der arme Verschwender, 1982
  - 13. Der Verführer, 1982
  - 14. Der Augenzeuge, 1982
  - 15. Die Erzählungen, 1982
  - 16. Die Kunst des Erzählens, 1982
- Kleines expressionistisches Geburtstagsbrevier, Hamburg 1987 (herausgegeben zusammen mit Michael Kellner)
- Melchior Vischer: Sekunde durch Hirn. Der Hase, Frankfurt am Main 1988
- mit Hans-Harald Müller: Ernst Weiß, Bern [u. a.] 1992
- mit Günther Emig: Die untergründigen Jahre : Die kollektive Autobiographie ‚alternativer‘ Autoren aus den 1970ern und danach, Niederstetten 2020